# Moratoria nuclear
Se denomina moratoria nuclear a la suspensión temporal del desarrollo de políticas de construcción y puesta en marcha de centrales energéticas de fisión atómica (centrales nucleares).
En las décadas de los 70 y 80 del siglo XX, a raíz de algunos accidentes en diversas centrales de Estados Unidos y otros países, un sector de la comunidad científica y el incipiente movimiento ecologista comenzaron a defender que las actividades que implicaban la fisión atómica suponían un riesgo para la población y el medio ambiente en general, por los riesgos de fugas radioactivas o la compleja gestión de los residuos.
Esto llevó a varios gobiernos a plantearse la detención, y a veces la finalización, de los programas nucleares en curso. A la parada temporal de los programas se le denominó en España moratoria nuclear, ya que no implicaba el cierre de instalaciones activas, sino únicamente la paralización sine die de nuevas construcciones. Esta moratoria finalizó en 1997, pero la construcción de nuevas centrales nucleares requiere la aprobación previa del Gobierno en Consejo de Ministros, por lo que sigue siendo una decisión política.
Debido a esta moratoria, en España la factura eléctrica incluyó entre 1996 y 2015 un canon o sobrecargo para las grandes compañías eléctricas en compensación por los enormes gastos que realizaron para empezar a construir centrales nucleares que luego no se terminaron de construir al rescindir el Estado los permisos de manera unilateral. El importe total ascendió a 5717 millones de euros.

## Historia

### España

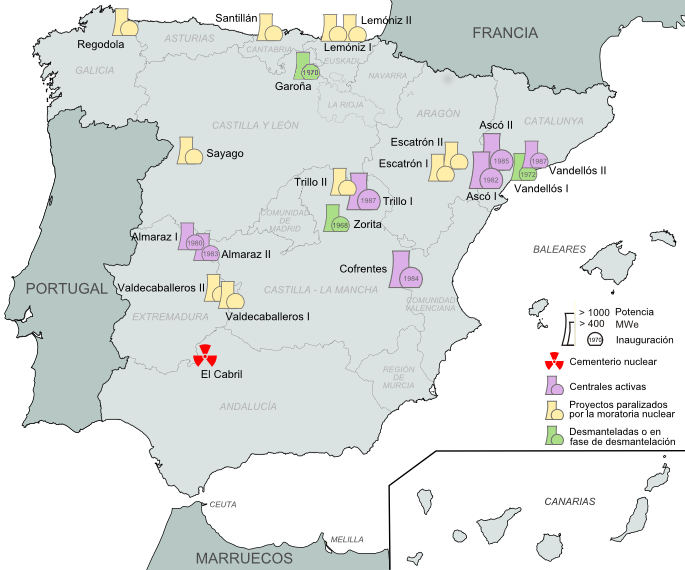
Mapa de proyectos nucleares en España.

A partir de 1950 se produce en España un gran interés en la energía nuclear con que en la década de 1960 da lugar a la ley de energía nuclear y a la primera central de este tipo en Zorita. A esta le siguieron Garoña, Vandellós I, Ascó, etc., propiedades todas ellas de las grandes eléctricas del país (Unión Fenosa, Iberdrola y Endesa). 
Tras la llegada del PSOE al poder, en 1982, se suspendieron los ambiciosos programas de energía nuclear ya que la presión social había hecho incluir esta suspensión en el programa electoral de ese partido, entre otros. Desde 1983-1984 se empezó a realizar la reestructuración de los proyectos nucleares, se paralizan las obras de tres nuevas centrales nucleares que ya se estaban construyendo (Lemóniz en Vizcaya, Sayago en Zamora y Valdecaballeros en Badajoz). En 1991, se paralizan, siendo posteriormente suspendidas, las obras de 7 reactores nucleares proyectados (Lemóniz I y II, Valdecaballeros I y II, Trillo II , Regodola I y Sayago I). Las pérdidas alcanzarían los 729 000 millones de pesetas (4359 millones de euros) dadas las tremendas inversiones que habían tenido que realizar las eléctricas, y que ahora no podrían recuperar al haberse anulado los permisos. La moratoria se consolidó finalmente en 1994 con la Ley de Ordenación del Sistema Eléctrico (Ley 40/1994, de 30 de diciembre)
Para compensarlas, el Estado español aprobó en 1996, una disposición que permite a las compañías eléctricas cobrar un porcentaje para recuperar las inversiones que permitió el gobierno iniciar y posteriormente detuvo (340 054 millones de pesetas para la central nuclear de Valdecaballeros, 378 238 millones de pesetas para la central nuclear de Lemóniz y 11.017 millones de pesetas para la unidad II de la central nuclear de Trillo.). Este porcentaje es de un 0,02 % sobre la cantidad total a facturar antes de impuestos. El plazo durante el que esa moratoria debe permitir recuperar las inversiones realizadas es de 25 años a partir de 1995 (esto es, hasta el año 2020). La normativa de la moratoria nuclear contemplaba la posibilidad de que las centrales paralizadas cedieran el derecho de compensación a terceros, creando el Fondo de Titulación de Activos resultantes de la Moratoria Nuclear el 4 de julio de 1996, de modo que las empresas afectadas pudieron recibir de una sola vez la compensación y sanear así en sus balances la deuda. Las condiciones de dicho fondo de compensación han ido cambiando a lo largo del tiempo, sufriendo incluso una reestructuración en 2006.
Debido a la disminución de los tipos de interés y al fuerte aumento de la demanda eléctrica, en 2006 se modifican los criterios de la moratoria, al amortizarse más rápidamente de lo previsto la deuda contraída. Por eso se disminuyó el porcentaje pagado en la factura eléctrica, pasando de un 1,72 % a un 0,33 %, disminuyendo a su vez el plazo de amortización hasta el año 2015, terminando de pagarse finalmente el 26 de octubre de 2015.
Las compañías afectadas fueron: Iberdrola (propietaria de Lemóniz y del 48 % de Valdecaballeros) compensada con 3256 millones de euros, Sevillana (propietaria del 52 % de Valdecaballeros) compensada con 1060 millones de euros, Unión Fenosa (propietaria del 64 % de Trillo II) compensada con 42,17 millones de euros y Endesa (propietaria del 36 % de Trillo II) compensada con 24,05 millones de euros. De modo que al percibir de una sola vez el importe de compensación gracias a la creación del Fondo de Titulización de Activos resultantes de la Moratoria Nuclear, consiguieron liquidar sus deudas y fortalecerse financieramente. La adquisición de los derechos por parte del fondo se financió mediante la emisión de bonos (1292 millones de euros) y la suscripción de dos préstamos (A y B por valor de 1935 millones de euros y 1069 millones de euros respectivamente).

### Posibles causas
Existen básicamente dos interpretaciones sobre las causas de la moratoria nuclear.
La primera pone el énfasis en los movimientos ecologistas, que en aquella época tenían una fortaleza creciente y eran marcadamente antinucleares tras el accidente de Three Mile Island y más aún tras Chernóbil (aun cuando hay que tener en cuenta que este accidente fue posterior a la moratoria). En España, las preocupaciones ecologistas quedaron empañadas por actuaciones terroristas, llegando ETA a alegar en el asesinato de José María Ryan, ingeniero jefe de la Central nuclear de Lemóniz en mayo de 1982, supuestas motivaciones ecologistas. En octubre de ese mismo año el PSOE gana las elecciones generales, habiendo incluido en su programa la limitación de la energía nuclear. En 1984 revisa el Plan Eléctrico Nacional, limitando la construcción de nuevas centrales a 4 y paralizando otras 5, y en diciembre de 1994 se paraliza definitivamente, dejando en el balance de las empresas una inversión convertida en improductiva por esa decisión política, de 729.000 millones de pesetas. El gobierno decidió devolver esa inversión a las empresas mediante la afectación a ese fin de un porcentaje de la facturación por venta de energía a los usuarios.
En palabras posteriores del presidente que impuso la moratoria en España, Felipe González, esta se produjo por "dos razones: la seguridad y el agobio y sobrerresponsabilidad" que suponía la imposibilidad de eliminar los residuos radiactivos. Circunstancias que, según alegó, habrían cambiado en 2006, lo cual explicaría su cambio de posición sobre la energía nuclear.
Otra interpretación de la moratoria nuclear, que de una forma u otra se dio en casi todo el mundo, apunta a causas puramente económicas, derivadas de la crisis del petróleo de 1973.
Según David Bodansky, los encargos en EE. UU. pasaron de 129 en el periodo de 1971 a 1974 a 13 en el periodo 1975-1978. En Estados Unidos no existió una moratoria nuclear y Three Mile Island sucedió un año después del parón en Estados Unidos.
Los defensores de esta opinión señalan dos motivos principales:
- A la crisis del petróleo de 1973, le siguieron fuertes tensiones inflacionarias, que acabaron derivando en fuertes subidas de los tipos de interés cuando Paul Volcker llegó a la presidencia de la FED en 1979.[15] Esto supuso que los costes para la construcción de nuevas centrales fueran inabordables, así como la cancelación de muchos proyectos existentes.
- Además el mismo efecto produjo una contención del consumo eléctrico en Estados Unidos respecto a las previsiones. Se pasó de un aumento medio anual del 9 % entre 1900 a 1973, a un aumento anual medio del 2.5 % desde 1974.[16]

En España uno de los defensores de esta teoría es el por entonces diputado socialista en el Parlamento Vasco y posteriormente Ministro de Industria y Energía en 1993 Juan Manuel Eguiagaray, que llega a decir que la moratoria nuclear fue tanto una compensación por las construcciones paralizadas, como un rescate financiero de las compañías eléctricas:

"Es conocido que en pleno proceso de transición a la democracia el sector público hubo de rescatar financieramente a las empresas eléctricas del país, que se habían embarcado en un proceso de inversión faraónico, derivado de una planificación delirante, en absoluta contradicción con las necesidades constadas de la demanda eléctrica en España. La preferencia por la energía nuclear contenida en aquellos planes puso en marcha la construcción de más grupos nucleares de los razonablemente necesarios, lo que llevó, por razones mucho más financieras que de cualquier otro tipo, a la llamada moratoria nuclear a partir de 1983. Los costes de la paralización de proyectos de construcción en curso, así como el saneamiento financiero de las empresas, recayeron sobre los consumidores durante largos años, mediante recargos pagados en el recibo de la luz.".